# Старцево (Красноярский край)
Старцево — деревня в Емельяновском районе Красноярского края. Входит в состав Шуваевского сельсовета.

## География
Деревня находится в центральной части края, в пределах подтаёжно-лесостепного района лесостепной зоны, на берегах реки Черёмушки, при автодороге Р255, на расстоянии приблизительно 14 километров (по прямой) к востоку от посёлка городского типа Емельяново, административного центра района. Абсолютная высота — 243 метра над уровнем моря.
Климат
Климат характеризуется как резко континентальный, с продолжительной морозной зимой и коротким тёплым летом. Средняя температура воздуха самого тёплого месяца (июля) составляет 19 °C (абсолютный максимум — 38 °C); самого холодного (января) — −16 °C (абсолютный минимум — −53 °C). Продолжительность безморозного периода составляет в среднем 95 — 115 дней. Среднегодовое количество атмосферных осадков составляет 430—680 мм, из которых большая часть выпадает в летний период.

## История
Основана до 1782 года, так как в исследованиях  доктора ист. наук Г.Ф. Быкони имеется  документ, датированный этим годом, где находится первое упоминание о поселении. По данным 1926 года имелось 50 хозяйств и проживало 238 человек (115 мужчин и 123 женщины). В национальном составе населения того периода преобладали русские. Функционировали школа I ступени, колхоз и лавка общества потребителей. В административном отношении входила в состав Шуваевского сельсовета Красноярского района Красноярского округа Сибирского края.

## Население
| 2010 |
| ---- |
| 480  |

Половой состав
По данным Всероссийской переписи населения 2010 года в гендерной структуре населения мужчины составляли 91,8 %, женщины — соответственно 8,2 %.
Национальный состав
Согласно результатам переписи 2002 года, в национальной структуре населения русские составляли 86 % из 2831 чел.